# Sergio Pardilla
Pour les articles homonymes, voir Bellon.
Pardilla  Bellón est un nom espagnol. Le premier nom de famille, en général paternel, est Pardilla ; le second, en général maternel, souvent omis, est Bellón.
Sergio Pardilla Bellón, né le 16 janvier 1984 à Membrilla, est un coureur cycliste espagnol, professionnel entre 2006 et 2019.

## Biographie
Vainqueur d'étape sur le difficile Circuito Montañés en 2005, Sergio Pardilla passe professionnel l'année suivante dans l'équipe espagnole Viña Magna-Cropu. En deux années dans cette équipe, il remporte notamment une étape du Tour de l'Avenir 2006, et le Tour des Pyrénées ainsi qu'une étape en 2007. 
En 2008, Pardilla rejoint l'équipe Burgos Monumental, et se révèle sur le Tour de La Rioja, dont il remporte une étape et termine deuxième. Il termine également troisième de la Subida a Urkiola et de la Prueba Villafranca de Ordizia. Il signe alors dans l'équipe H2O qui ne voit finalement pas le jour, et doit rejoindre l'équipe Carmiooro-A-Style.
Au deuxième semestre 2014 il signe un contrat avec l'équipe continentale professionnelle espagnole Caja Rural-Seguros RGA,.
Sergio Pardilla, à la suite d'une chute, est atteint d'hémoptysie et d'une fracture du poignet gauche lors de la première étape du Tour du Pays basque 2015. Seize mois plus tard il renoue avec le succès et remporte la cinquième étape du Tour de Burgos 2016. En septembre de la même année il termine 18e du Tour d'Espagne.
Fin 2019, il arrête sa carrière à 35 ans.

## Palmarès

### Palmarès année par année
- 2005
  - 4e étape du Circuito Montañés
  - 3e du Circuito Montañés
- 2006
  - 10e étape du Tour de l'Avenir
- 2007
  - Tour des Pyrénées :
    - Classement général
    - 3e étape
- 2008
  - 3e étape du Tour de La Rioja
  - 2e du Tour de La Rioja
  - 3e de la Prueba Villafranca de Ordizia
  - 3e de Subida a Urkiola
- 2009
  - Tour du Japon :
    - Classement général
    - 5e étape (contre-la-montre en côte)

  - 6e étape du Circuito Montañés
  - 3e du Circuito Montañés
- 2010
  - 1re étape du Tour d'Andalousie
  - Tour de la communauté de Madrid :
    - Classement général
    - 3e étape

  - 2e du Tour d'Autriche
  - 3e du Tour d'Andalousie
  - 3e du Tour du Portugal
- 2011
  - 3e étape du Tour de Burgos (contre-la-montre par équipes)
- 2012
  - 2e du Tour de l'Ain
  - 10e du Tour de Catalogne
- 2013
  - 4e étape du Tour du Portugal
  - 3e du Tour de Langkawi
- 2016
  - 5e étape du Tour de Burgos
  - 2e du Tour des Asturies
  - 2e du Tour de Cova da Beira
  - 3e de la Klasika Primavera

### Résultats sur les grands tours

#### Tour d'Italie
2 participations
- 2011 : 48e
- 2012 : 18e

#### Tour d'Espagne
6 participations
- 2011 : abandon (17e étape)
- 2014 : 17e
- 2016 : 18e
- 2017 : 15e
- 2018 : 49e
- 2019 : 88e

### Classements mondiaux
| Année            | 2005 | 2006 | 2007 | 2008 | 2009 | 2010 | 2011 | 2012 | 2013 | 2014 | 2015 | 2016 |
| ---------------- | ---- | ---- | ---- | ---- | ---- | ---- | ---- | ---- | ---- | ---- | ---- | ---- |
| UCI World Tour   |      |      |      |      |      |      | nc   | 155e |      |      |      |      |
| UCI America Tour |      |      | 296e |      |      |      |      |      |      |      |      |      |
| UCI Asia Tour    |      |      |      |      | 44e  |      |      |      | 64e  |      |      |      |
| UCI Europe Tour  | 562e | 681e | 264e | 40e  | 328e | 8e   |      |      | 157e | 466e | 918e | 25e  |